# チャールズ・ティリー
チャールズ・ティリー（Charles Tilly, 1929年5月20日 - 2008年4月29日）は、アメリカ合衆国の社会学者。専門は歴史社会学。コロンビア大学教授。都市社会学、国家形成、民主主義、社会運動、労働、不平等などのテーマで幅広く発表している。

## 来歴
ティリーはイリノイ州ロンバード（シカゴ近郊）で生まれた。1946年にヨーク・コミュニティ高校を卒業し、1950年にハーバード大学を優秀な成績で卒業。朝鮮戦争中は水陸両用飛行隊の給仕長として米海軍に従軍。1958年、ハーバード大学で社会学の博士号を取得。デラウェア大学助教授、トロント大学教授、ミシガン大学教授、ニュースクール・フォー・ソーシャルリサーチ教授などを経て、1996年、コロンビア大学に赴任。そのキャリアの中で、ティリーは600以上の論文、51冊の書籍やモノグラフを執筆。
ティリーの学問的研究は社会科学の様々なトピックをカバーし、歴史学や政治学など社会学以外の分野の学問にも影響を与えた。彼は、歴史社会学の発展、歴史分析における量的手法の初期の使用、事象分類の方法論、関係性と社会的ネットワークに基づく探究様式への転換、プロセスとメカニズムに基づく分析の発展、さらには争議政治、社会運動、労働史、国家形成、革命、民主化、不平等、都市社会学の研究における主要人物とみなされている。

## 都市社会学
1960年代から1970年代にかけて、ティリーは都市への移住を研究し、都市現象やコミュニティを社会的ネットワークとして扱うことについて影響力のある理論家であった。1968年、ティリーはヨーロッパの集団的暴力に関する報告書を、ジョンソン政権下で公民権運動の中で都市不安を評価するために組織されたアイゼンハワー委員会に提出した。この報告書は、委員会のスタッフであった学者たちによって編集された『アメリカの暴力』第1巻に収録された。19世紀のヨーロッパにおける争いの絶えない政治や、現在のアメリカにおける暴力の研究によってもたらされたように、彼の都市とコミュニティに対する関心は、社会運動と集団的暴力の両方の研究に対する情熱と密接に結びついていった。

## 社会研究へのアプローチ
ティリーは『Big Structures, Large Processes, Huge Comparisons』（1984年）の中で、国家と資本主義に関する研究で用いることになる独特のアプローチの概要を述べている。
この著作で彼は、社会理論における8つの一般的な考え方に反論した
1. 社会は互いに結びついていないという見解
2. 集団行動は個人の精神状態で説明できるという見解
3. 社会は部分や構成要素を欠いたブロックとして理解できるという見解
4. 社会は一定の段階を経て進化するという見解（近代化理論に共通する仮定）
5. 分化はマスタープロセスであり、近代化するすべての社会に共通するという見解
6. 迅速な分化は無秩序を生み出すという見解
7. 急速な社会変化は、犯罪のような正常とはみなされない行動を引き起こすという見解
8. 「非合法な」紛争と「合法的な」紛争は異なるプロセスで発生するという見解

肯定的な面では、彼は説明の時間的・空間的文脈を考慮することに注意を払いながら、「大きな構造と大きなプロセスの歴史的根拠に基づく巨大な比較」を支持することを主張した。ティリーが提示したアプローチは、歴史社会学や比較歴史研究と呼ばれることもある。より本質的なことを言えば、ティリーは資本主義の発展と近代国家の形成という2つの大まかなマクロ過程に焦点を当てた研究プログラムを描いている。

## 社会運動と争議政治
ティリーの多くの著作を貫くテーマのひとつは、現状に挑戦する集団の集団行動である。
ティリーは、社会運動は19世紀半ばに西洋で出現した新しい斬新な現象であり、社会運動は3つの特徴を持っていると主張している。
1. キャンペーン：公権力に対する集団的要求を目的とした「持続的で組織化された公的努力」
2. 争議のレパートリー：市民集会、デモなど様々な行動形態の使用
3. 特定の資質、特に価値、団結、数、コミットメントの公的表示

ティリーは、マクアダムやタローとの共同研究の中で、社会運動研究のための新たなアジェンダを推進しようとしている。第一に、彼と彼の共著者たちは、革命、民族動員、民主化を含む様々な形態の争議政治を互いに結びつけるべきだと主張している。第二に、彼は原因メカニズムに正面から焦点を当てた分析を主張し、研究の目標は "再現的なメカニズムとプロセス "の特定であるべきだとした。具体的には、ティリーと彼の共著者たちは、『Dynamics of Contention』（2001年）において、仲介、カテゴリー形成、エリート離反といったメカニズムに焦点を当てている。

## 国家形成
ティリーの1975年の編著書『The Formation of National States in Western Europe』は、国家形成に関する文献に大きな影響を与えた。ティリーの国家形成論は、市民同士の小規模な内部対立から一歩踏み込んだものである。ティリーは「War Making and State Making of Organized Crime」の中で、「政府自身が対外的な戦争の脅威をシミュレートし、刺激し、あるいは捏造するのが一般的」であるとして、主権者を不誠実な存在と表現している。政府は自費で国民に安全保障の見せかけを売りつけ、自らを守る代わりに国民にコンプライアンスを強要する。ティリーは、政府の意図を批判する立場から、「契約モデルに対して警告を発している」のであり、戦争状態は「組織的犯罪の最大の例」であると確信している。
ティリーの見方について、スタンフォード大学の歴史学者デイヴィッド・ラボリーは、王や海賊の集団的金銭行為と敵国関連の取引には類似点があると言う。国家の正当性は、徴税される税金よりも保護に価値があると住民に納得させることから生まれる。メヘルダド・ヴァハビ教授が要約しているように、国家の役割は、生産を強化する保護的なものと、「強制的な収奪」による捕食的なものである。
1400年代以前、ヨーロッパの「商業化国家」の主な歳入徴収方法は、「貢納、地代、分担金、手数料」であった。16世紀以降、ある年に紛争に巻き込まれるヨーロッパの国家の数が増加するにつれて、戦争に主導される理由付けが、長期的な国家予算の発展と規則化の下支えとなった。すなわち、戦争を行い、領土を開発し、国土に対する脅威を取り除くための資源採掘である。敗れた敵対勢力から貢物を徴収し、必要な徴税と執行を行うことで、必然的に存続する政治組織が形成された。
ティリーの国家形成論は、国家形成に関する文献の中で支配的なものと考えられている。一部の学者は、ヨーロッパ国家と世界的な国家の両方について、ティリーの理論を支持している。フランス革命前後のヨーロッパを考察した論文では、国家形成の支配的要因としての戦争に関するティリーの説明を支持しているが、いくつかの批判があることも認めている。他の学者もティリーの理論に異議を唱えている。カステッラーニは、ティリーは純粋な打倒以外の国家形成の重要な要因として「大砲の改良...（中略）商業の拡大と資本の生産」を説明できていないと書いている。テイラーは、アフガニスタンが、戦争が国家の決定的な破壊者であった国の例であるという証拠を、好戦主義者のデータを用いて発見している。彼らはティリーの言う「戦争が国家を作った」にさらにニュアンスを加え、中核的な人口と革命もまた特徴であると結論づけている。また、ティリーは何を国家とみなしているのかを明確にしていないという批判もある。
ティリーの国家形成に関する研究は、オットー・ヒンツェやティリーの長年の友人であるシュタイン・ロッカンの影響を受けている。ティリーによれば、国家は戦争行為を通じて物理的暴力を独占することができ、国家は暴力を行使する他のいかなる存在も非合法であると称することができる。しかしティリーの理論は、[誰によって]ヨーロッパ中心主義的な構文を有していると主張されてきた。というのも、そのような独占は、外国のアクターの大きな干渉のために、ポストコロニアル世界では起こらなかったからである。

## 民主主義と民主化
ティリーはキャリアの後半に民主主義に関する数冊の本を書いた。
これらの著作の中でティリーは、政治体制は4つの基準で評価されるべきであると主張している：
寛容：市民がどの程度権利を享受しているか
平等：市民内の不平等の程度
保護：市民が国家の恣意的な行動から保護される程度
相互拘束力のある協議：国家機関が市民に利益を提供する義務を負う程度
このような性質を持つ体制ほど民主的である。
ティリーは民主主義に関する研究の中で、国家の能力と民主化の関連性を探ることに関心を示した。ティリーは、民主化前、民主化同時、民主化後のいずれに国家能力を発展させたかによって、各国がたどった道を区別した。強力な国家は民主主義を阻止したり破壊したりする可能性があり、弱い国家は内戦や分断の危険性があると結論づけた。そのため、米国に代表されるように、国家建設と民主主義を一致させるという中間の道がより実現可能であると考えた。

## 著書

### 単著
- The Vendée, (Harvard University Press, 1976).
- From Mobilization to Revolution, (Addison-Wesley, 1978).（堀江湛監訳『政治変動論』芦書房, 1984年）
- As Sociology Meets History, (Academic Press, 1981).
- Big Structures, Large Processes, Huge Comparisons, (Russell SAGE Foundation, 1984).
- The Contentious French, (Harvard University Press, 1986).
- Coercion, Capital, and European States, A.D. 990-1990, (Blackwell, 1990, revised ed., 1992).
- European Revolutions, 1492-1992, (Blackwell, 1993).
- Popular Contention in Great Britain, 1758-1834, (Harvard University Press, 1995).
- Roads from Past to Future, (Rowman & Littlefield, 1997).
- Durable Inequality, (University of California Press, 1998).
- Stories, Identities, and Political Change, (Rowman & Littlefield, 2002).
- The Politics of Collective Violence, (Cambridge University Press, 2003).
- Contention and Democracy in Europe, 1650-2000, (Cambridge University Press, 2004).
- Social Movements, 1768-2004, (Paradigm Publishers, 2004).
- Trust and Rule, (Cambridge University Press, 2005).
- Why?, (Princeton University Press, 2006).
- Regimes and Repertoires, (University of Chicago Press, 2006).
- Democracy, (Cambridge University Press, 2007).

### 共著
- Strikes in France, 1830-1968, with Edward Shorter, (Cambridge University Press, 1974).
- The Rebellious Century, 1830-1930, with Louise Tilly and Richard Tilly, (Harvard University Press, 1975).
- Work under Capitalism, with Chris Tilly, (Westview Press, 1998).
- Dynamics of Contention, with Doug McAdam and Sidney Tarrow, (Cambridge University Press, 2001).
- Contentious Politics, with Sidney Tarrow, (Paradigm Publishers, 2007).

### 編著
- The Formation of National States in Western Europe, (Princeton University Press, 1975).
- Historical Studies of Changing Fertility, (Princeton University Press, 1978).

### 共編著
- History as Social Science, co-edited with David S. Landes, (Prentice-Hall, 1971).
- Class Conflict and Collective Action, co-edited with Louise A. Tilly, (Sage, 1981).
- Strikes, Wars, and Revolutions in an International Perspective: Strike Waves in the Late Nineteenth and Early Twentieth Centuries, co-edited with Leopold H. Haimson, (Cambridge University Press, 1989).
- Cities and the Rise of States in Europe, A.D. 1000 to 1800, co-edited with Wim P. Blockmans, (Westview Press, 1994).
- Transforming Post-Communist Political Economies, co-edited with Joan M. Nelson and Lee Walker, (National Academy Press, 1997).
- From Contention to Democracy, co-edited with Marco G. Giugni and Doug McAdam, (Rowman & Littlefield, 1998).
- Extending Citizenship, Reconfiguring States, co-edited with Michael Hanagan, (Rowman & Littlefield, 1999).
- How Social Movements Matter, co-edited with Marco Giugni and Doug McAdam, (University of Minnesota Press, 1999).
- Economic and Political Contention in Comparative Perspective, co-edited with Maria Kousis, (Paradigm Publishers, 2004).
- The Oxford Handbook of Contextual Political Analysis, co-edited with Robert E. Goodin, (Oxford University Press, 2006).